# Jan Přeučil
Jan Přeučil (* 17. února 1937 Pardubice) je český filmový a divadelní herec a vysokoškolský pedagog specializující se zejména na výuku rétoriky.

## Život
Jeho otec František Přeučil byl majitelem nakladatelství PAMIR, redaktorem pardubických novin a politikem (pardubický poslanec za Národně socialistickou stranu v prozatímním Národním shromáždění). Později byl jedním z obžalovaných v procesu s Miladou Horákovou, ve kterém byl odsouzen k doživotnímu žaláři, ale nakonec strávil "jen" 15 let na Mírově a v Leopoldově. Vlivem této skutečnosti proto nemohl Jan Přeučil jít studovat na gymnázium s výhledem pokračovaní na vysněném herectví (i přes výslovné doporučení od Karla Högera) a musel tak nastoupit do tříletého učňovského oboru dřevomodelář při ČKD Stalingrad, kde již od počátku zakusil intenzivní snahu režimu o jeho politickou převýchovu.
Během studia učebního oboru působil v ČKD alespoň v divadelním kroužku a ve sportovním klubu – v plaveckém oddílu. Po vyučení mu bylo umožněno studovat večerní gymnázium pro pracující. Po maturitě se přihlásil na DAMU, první zkoušky sice udělal, ale nebyl nakonec přijat kvůli uvězněnému otci. V dalším roce to zkusil znovu a od roku 1956 tak studoval obor herectví na Divadelní fakultě Akademie múzických umění v Praze, kde absolvoval v roce 1960. V ročníku s ním studovaly např. Jana Hlaváčová a Milena Dvorská. K jeho profesorům patřili mj. Radovan Lukavský a František Salzer, kteří mu umožnili během studia statování v divadlech, včetně Národního divadla.
V letech 1960 až 1961 vykonával vojenskou základní službu v Českých Budějovicích, kde přitom hostoval v Jihočeském divadle. Stálé divadelní angažmá měl v Divadle Na zábradlí od roku 1960 do roku 1993, kdy v letech 1982–1987 působil mj. také jako šéf činohry. Zde vstoupil do KSČ, což po roce 1989 pokládal za svou největší životní chybu. V roce 1977 byl jedním z představitelů propagandistického a dehonestujícího filmu Kdo je Václav Havel. Od roku 1993 vystupoval také v muzikálech Hudebního divadla v Karlíně.
Od roku 1960 ztvárnil přes 400 rolí v rozhlase, kde nalezlo široké využití jeho rétorické umění. Stovky rolí ztvárnil také v divadle, ve filmu, v televizi a v dabingu.
Od roku 1963 byl dvacet sedm let pedagogicky činný na pražské DAMU, kde působil jako docent. K jeho studentům patřili mj. Ivana Chýlková, Karel Roden, Jitka Asterová, Pavel Vítek a Eva Holubová. Vyučuje rovněž na vysoké škole Akademie umění v Banské Bystrici na Slovensku. V roce 2019 načetl audioknihu Léčka (vydala Audiotéka).

## Rodina

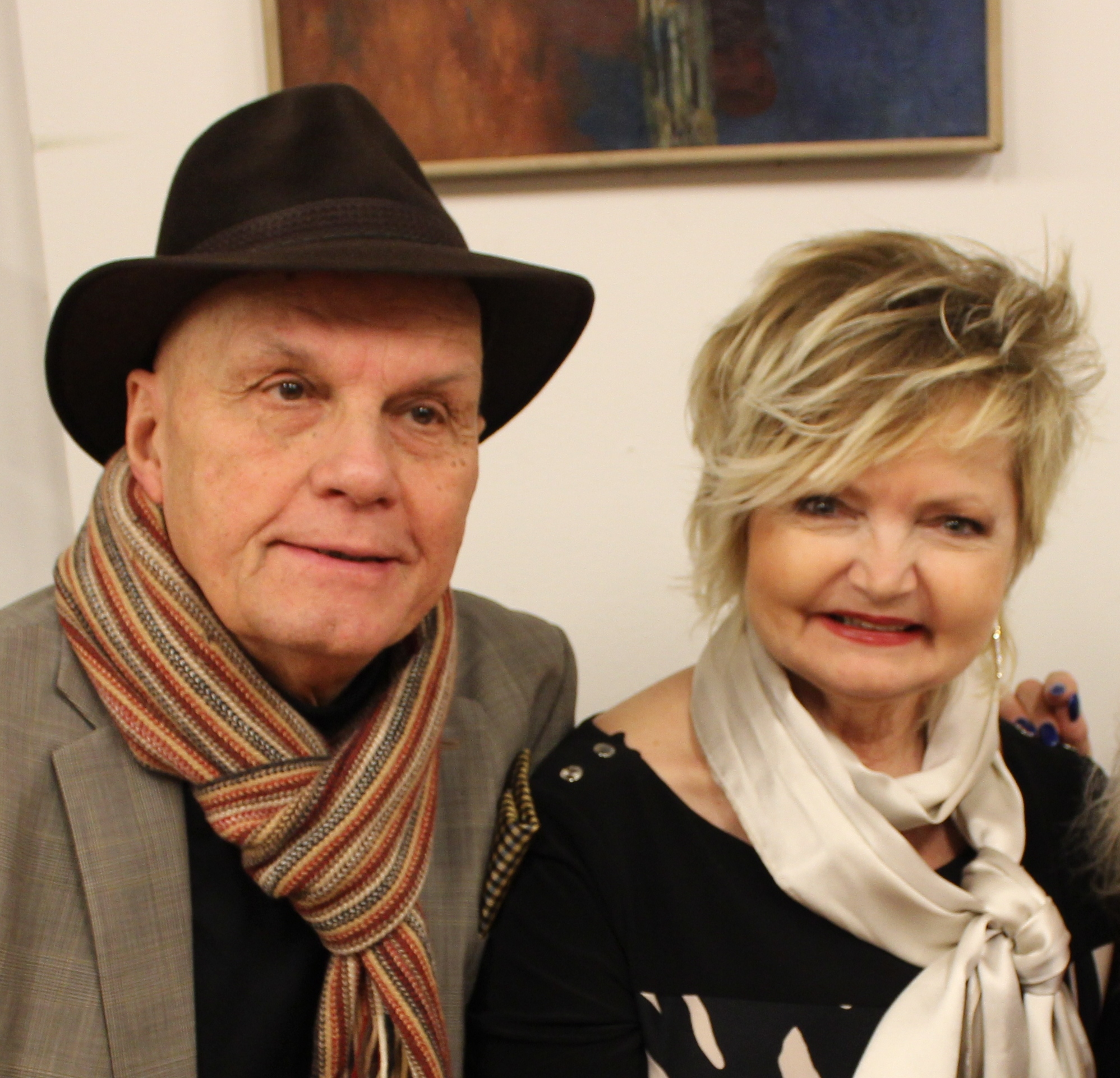
Jan Přeučil se svojí manželkou Evou Hruškovou (2014)

Byl manželem herečky Štěpánky Haničincové (sňatek v roce 1971), po její smrti se oženil s herečkou Evou Hruškovou (* 1952), se kterou připravuje rovněž pořady pro děti.

## Zajímavosti
- Od dob jeho působení se mu přezdívalo „Džony Sprej“ pro velké množství hygienických předmětů a voňavek, které měl na svém líčicím stolku v šatně.[7]
- Patří mezi osobnosti, které si potrpí na správnou mluvu, způsoby a rétoriku, kterou vyučuje v seminářích a nazývá je „rétorické laboratoře“.[7]

## Kontroverze
Vzhledem k napojení Jana Přeučila na chartisty, zejména na jeho zetě a signatáře Charty Jiřího Chmela, vedla Státní bezpečnost k jeho osobě svazek s krycím názvem „Klaun“. V roce 1983 StB svazek ukončila s odůvodněním, že se pomocí „profylaktických opatření“ podařilo jeho styky přerušit.
Dne 20. ledna 1977 vystoupil v tendenční reportáži Kdo je Václav Havel? odvysílané Československou televizí na prvním programu. Uvedený pořad byl součástí kampaně proti autorům a prvním signatářům Charty 77.

## Divadelní role, výběr
- 1955 Hedda Zinnerová: Ďábelský kruh, Holandský tlumočník, Tylovo divadlo, režie Alfréd Radok
- 1957 Karel Čapek: Bílá nemoc, Pobočník, Národní divadlo, režie František Salzer
- 1958 William Shakespeare: Král Lear, Setník ve službách Edmundových, Národní divadlo, režie František Salzer
- 1958 N. V. Gogol: Revizor, Miška, Tylovo divadlo, režie Jaromír Pleskot
- 1958 J. K. Tyl: Strakonický dudák aneb Hody divých žen, Franěk, Národní divadlo, režie Otomar Krejča
- 1959 William Shakespeare: Hamlet, Francisco, Národní divadlo, režie Jaromír Pleskot
- 1961 František Pavlíček: Zápas s andělem, Šopén, Tylovo divadlo, režie Jaromír Pleskot
- 1964 Alfred Jarry: Král Ubu, Čuřislav, Divadlo Na zábradlí, režie Jan Grossman

## Televizní a filmové role, výběr
| - 1958 Smrt v sedle - 1959 Probuzení - 1960 Valčík pro milión - 1961 Noční host - 1965 Zločin v dívčí škole - 1967 Dobrodružství Toma Sawyera - 1968 Král Ubu – Čuřislav (TV záznam div. představení) - 1968 Záhořanský hon (TV) - 1968 Zločin v šantánu - 1969 Dlouhé dopoledne (TV) - 1970 Čtyři vraždy stačí, drahoušku - 1970 Manon Lescaut (TV) - 1971 Lidé na křižovatce (TV) - 1971 Vím, že jsi vrah - 1974 Kleofášek (TV) - 1974 Lesní ženka (TV) - 1974 Sedmého dne večer - 1974 30 případů majora Zemana (TV seriál) - 1975 Akce v Istanbulu - 1975 Vilém Rozkoč (TV) - 1976 O Všudybylovi (TV) - 1976 Posel dobrých zpráv (TV) - 1977 Což takhle dát si špenát - 1977 Král jelenem (TV) - 1977 O líném Honzovi (TV) - 1977 Zítra vstanu a opařím se čajem – lékař SS - 1978 Deváté srdce - 1978 Panna a netvor - 1978 Pumpaři od Zlaté podkovy (TV) - 1978 Stíhán a podezřelý - 1978 Wallenstein (TV seriál) - 1979 Theodor Chindler – Die Geschichte einer deutschen Familie (TV seriál) - 1980 Arabela (TV seriál) - 1980 Temné slunce - 1981 Dubové čarování (TV) - 1981 Nová dvojpohádka z lesa (TV) - 1982 Plaché příběhy - 1982 Švédská zápalka (TV) - 1983 Darmošlap z Nemanic a princezna Terezka (TV) - 1983 Lekár umierajúceho času - 1983 Putování Jana Amose - 1983 Zbohom, sladké driemoty - 1984 Jak básníci přicházejí o iluze – docent Sejkora - 1984 Utrpení svatého Šebestiána (TV film) - 1984 Večerní šplechty (TV) - 1985 Mravenci nesou smrt - 1985 Oldřich a Božena - 1985 Perly a růže (TV) - 1985 Slavné historky zbojnické - 1985 Veronika - 1985 Vodník v pivovaře (TV) - 1986 Operace mé dcery - 1986 Panoptikum města pražského - 1986 Smrt krásných srnců - 1986 Území strachu (TV) - 1986 Veselé Vánoce přejí chobotnice - 1986 Zkrocení zlého muže - 1987 Gagman (TV seriál) - 1987 Outsider - 1987 Stačí stisknout (TV film) - 1987 Zuřivý reportér - 1988 Dobří holubi se vracejí - 1988 Kalhoty od krejčího ze Lhoty (TV film) | - 1988 Pouťová pohádka (TV) - 1989 Blauäugig - 1989 Vlak dětství a naděje (TV seriál) - 1990 Arabela se vrací aneb Rumburak králem Říše pohádek (TV seriál) - 1990 Silnější než já - 1991 Ukradený kaktus (TV film) - 1992 Dokonalý manžel - 1992 Hříchy pro pátera Knoxe (TV seriál) - 1992 The Torch (TV seriál) - 1993 Anička s lískovými oříšky (TV film) - 1993 Giovane Mussolini, Il (TV film) - 1993 Krone aus Löwenzahn, Eine (TV film) - 1993 Nesmrtelná teta (film i TV seriál) - 1993 Stalingrad - 1994 Ještě větší blbec, než jsme doufali - 1994 Marie Růžička (video film) - 1994 Nexus - 1994 Zlaté hejno (TV) - 1995 O princi Truhlíkovi (TV) - 1995 Schlafes Bruder - 1995 Nováci (TV seriál) - 1996 Hospoda (TV seriál) - 1996 Malostranské humoresky - 1996 Slavík (TV) - 1996 Konto separato - 1997 První a poslední (TV film) - 1997 Senzibilšou (TV seriál) - 1998 Dívka tvých snů - 1998 O pyšném panovníkovi (TV) - 1998 Šmankote, babičko, čaruj! - 1999 Nebát se a nakrást - 2000 Pra pra pra (TV seriál) - 2000 Princezna ze mlejna 2 - 2001 Au Pair II aneb Pohádka pokračuje (TV film) - 2001 Biograf - 2001 Ideální manžel (TV film) - 2002 Andělská tvář - 2002 Waterloo po česku - 2003 Společník (TV film) - 2003 Project X - 2005 Jasnovidec (TV film) - 2006 Mezi námi přáteli - 2008 Kozí příběh – pověsti staré Prahy - 2008 Máj - 2009 Klíček - 2010 Bastardi - 2011 Rozvod mrtvých (studentský film) - 2011 Bastardi 2 - 2012 Bastardi 3 - 2013 Policajti z centra (TV seriál ČT) - 2013 Čtyřlístek ve službách krále - 2013 Tančila jedno léto (studentský film) - 2013 Husiti - 2013 Co v detektivce nebylo (TV film) - 2014 Stopy života (TV seriál TV Barrandov) - 2014 Zejtra napořád - 2016 Tajemství pouze služební - 2016 Expozitura (TV seriál) - 2016 Přístav - 2017 Milada - 2017 Domovoj - 2017 Anča a Pepík (TV seriál) - 2018 Taxi (TV seriál) - 2022 Stáří není pro sraby - 2023 Bastardi 4: Reparát |

## Rozhlas (výběr)
- 1986 Jiří Kamen: Láska vše zachrání (1986); účinkovali: Marek Eben, Jana Synková, role Valerián Štern mladší: Jan Přeučil, Adolf Kohuth, Blanka Blahníková, Jiří Hálek, Jiří Sovák, Libuše Havelková, Jiří Lábus, Jiří Němeček, Petr Popelka; hudba: Miroslav Kořínek; režie: Jan Schmid.
- 2004 – Marcel Schwob: Ruka slávy, dramatizace povídky, Český rozhlas, překlad Bohuslav Reynek, připravil: Petr Turek. Účinkují: Petra Špalková, Aleš Procházka, Radim Vašinka a Jan Přeučil, režie: Hana Kofránková
- 2008 Bratři Čapkové: Adam stvořitel, v titulní roli Viktor Preiss, jeho alter ego Ivan Trojan,  Boží hlas Otakar Brousek, nadčlověk Miles Vladimír Čech, zmetek Ota Jirák, Eva Nela Boudová, Lilith Martina Hudečková, žena Alter Egova Dana Černá, rétor Alois Švehlík, poeta Arnošt Goldflam, vědátor Josef Somr, romantik Zdeněk Maryška, Hédonik Daniel Rous, filosof Přemysl Rut a další. Hudba Petr Mandel, režie Dimitrij Dudík.